# Adler XI
Die Adler XI, früher unter den Namen  Holtenau und  Dybbøl registriert,  ist ein deutsches Ausflugsschiff der Adler-Reederei.

## Geschichte
Das Schiff wurde 1967 mit der Baunummer 1260 auf der Husumer Schiffswerft gebaut. Der Stapellauf fand am 22. Mai, die Fertigstellung im Juni des Jahres statt.

### Dybbøl
Am 29. Juni 1967 wurde das Schiff als Dybbøl von der Bauwerft an die Redriet I/S Union im dänischen Sønderborg abgeliefert. Es verkehrte von Juni 1967 bis zum 23. Dezember 1971 zwischen Sønderborg und Kappeln bzw. Sønderborg und Langballigau.

### Holtenau
1971 wurde es an die damalige Kieler Verkehrs AG verkauft und in Holtenau umbenannt, die es auf der Kieler Förde und zu Einkaufsfahrten nach Dänemark einsetzte. 

### Wappen von Cuxhaven
1977 wurde das Schiff zunächst an Willy Freeter, Heiligenhafen, und noch im selben Jahr an die Reederei Cassen Eils, Cuxhaven, verchartert. Die Reederei Cassen Eils kaufte das Schiff im Dezember 1977 und nannte es in Wappen von Cuxhaven um. Bis 1985 wurde die Wappen von Cuxhaven zu Ausflugsfahrten ab Cuxhaven eingesetzt und später an die E.H. Rassmussen GmbH in Kappeln verchartert, die das Schiff schließlich noch im selben Jahr kaufte und wieder in Dybbøl umbenannte. 1987 wurde das Schiff wieder an die Reederei Cassen Eils verchartert und zu Fahrten zwischen Cuxhaven und Neuwerk eingesetzt.

### Adler XI

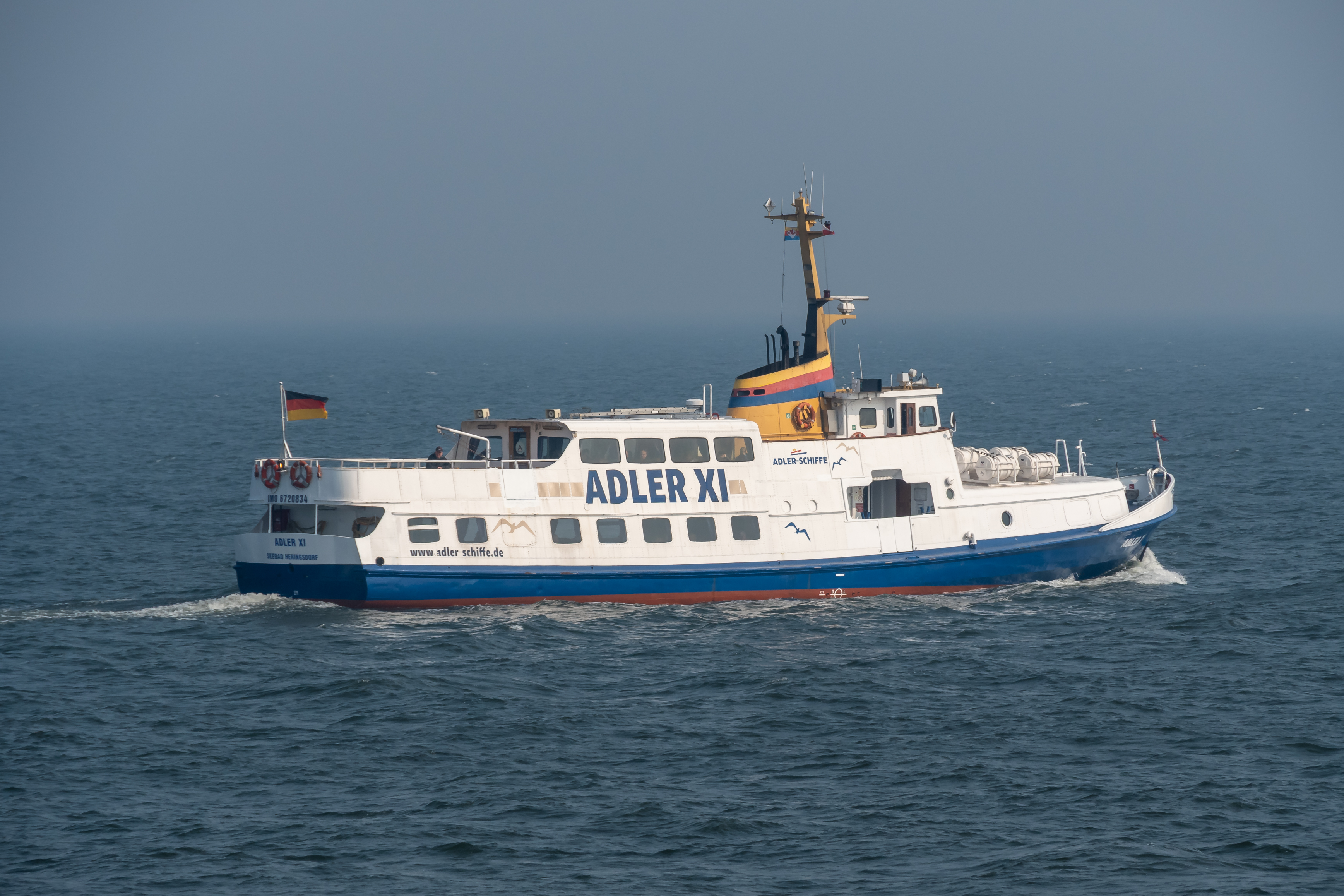
Adler XI seit 2025 mit blauem Rumpfanstrich

1989 wurde das Schiff nach Panama ausgeflaggt. 1990 bis 1991 verkehrte das Passagierschiff zwischen Warnemünde und Gedser. 1991 wurde es an die Viking Reederei in Flensburg verchartert. Bis 1996 unternahm es dann Ausflugsfahrten von Saßnitz zum Kreidefelsen auf Rügen. Im März 1996 kaufte die Adler-Schiffe GmbH & Co. KG in Heringsdorf das Schiff, die es in Adler XI umbenannte. Adler-Schiffe setzte das Schiff für Fahrten von den Kaiserbädern auf Usedom ins polnische Swinemünde und zeitweise auch nach Międzyzdroje ein. Ab dem 19. Oktober 2006 ersetzte das Schiff die Adler Dania, die nach einem Grenzzwischenfall mit polnischen Zöllnern Swinemünde nicht mehr anlaufen durfte.

## Technische Daten
Angetrieben wurde das Schiff zunächst von einem Achtzylinder-Schiffsdieselmotor der Motorenwerke Mannheim (MWM) mit einer Leistung von 645 PSe, der auf einen Festpropeller wirkte. Das Schiff erreichte damit eine Höchstgeschwindigkeit von 14 kn. Der Motor wurde 1986 ausgetauscht. Seither wird das Schiff von einem Sechszylinder-Schiffsdieselmotor von Volvo Penta (Volvo Penta TAMD 122 A) mit einer Leistung von 280 kW angetrieben, mit dem es eine Höchstgeschwindigkeit von 11 kn erreicht.
Das Schiff ist für die Küstenfahrt zugelassen. Für Fahrten in eisbedeckten Gewässern verfügt es über die Eisklasse E.